# Carlo Snider
Carlo Snider (* 21. April 1910 in Cavagnago; † 16. Februar 1988 in Rom) war ein Schweizer Kirchenrechtler.

## Leben
Carlo Snider war der Sohn von Giuseppe Snider, Kaufmann und dessen Ehefrau Luigina, geb. Demaria. Sein Bruder war Vincenzo Snider (* 14. Mai 1911 in Locarno; † 14. Mai 1990 ebenda), Mitglied der schweizerischen UNESCO-Kommission.
Er besuchte das Progymnasium in Pollegio und das Jesuitengymnasium in Brescia.
1934 wurde er Lizenziat des Zivilrechts und 1939 des Kirchenrechts in Rom. Von 1945 bis 1952 war er Generalsekretär des Internationalen Instituts für die Vereinheitlichung des Privatrechts (UNIDROIT).
Carlo Snider war seit 1941 mit Lilia, Lehrerin aus Italien und Tochter von Romolo Astraldi, Generalsekretär der Abgeordnetenkammer, verheiratet.

### Wirken
Als Anwalt der Ritenkongregation befasste sich Carlo Snider mit den Seligsprechungsprozessen von Papst Pius IX., Niklaus von Flüe, Maria Theresia Scherer, Marguerite Bays und Giacomo Gianiel (1714–1750), katholischer Ordensbruder und Mitglied der Kongregation der Passionisten. Für die Prüfung der Heiligsprechungsverfahren entwickelte er kritische und interdisziplinäre Methoden.
Er verfasste zahlreiche Artikel, Monografien sowie eine ausführliche Biografie über den Kardinal Andrea Carlo Ferrari.

## Ehrungen
1958 wurde Carlo Snider durch die Universität Freiburg zum Dr. iur. h. c. ernannt.

## Schriften (Auswahl)
- La cooperazione missionaria nella vita spirituale dello studente. Roma: Unione Missionaria del Clero in Italia, 1932.
- L'episcopato del cardinale Andrea C. Ferrari. Vicenza: Neri Pozza, 1981.
- I tempi di Pio X. Vicenza: Pozza, 1982.
- Gli ultimi anni dell'ottocento. Vicenza: Pozza, 1981.